# Резолюция Генеральной Ассамблеи ООН 2065
Резолюция 2065 Генеральной Ассамблеи ООН, принятая 16 декабря 1965 года, признала существование спора о суверенитете между Соединённым Королевством и Аргентиной над Мальвинскими островами. Эта резолюция признала, что вопрос о Мальвинских островах вписывается в колониальную ситуацию, которая должна быть разрешена с учётом того, что было выражено в Резолюции 1514 (XV), установившей цель ликвидации всех форм колониализма. Резолюция призывает стороны незамедлительно разрешить спор о суверенитете, принимая во внимание интересы жителей островов.

## История
3 января 1833 года британские силы изгнали аргентинские органы власти и аргентинских жителей Мальвинских островов и положили начало незаконной их оккупации, создав особую, не похожую на другие, колониальную ситуацию. Эта узурпация положила начало спору о суверенитете Мальвинских островов.
К концу 1950-х годов Генеральная Ассамблея Организации Объединённых Наций решила содействовать глобальному процессу деколонизации.
14 декабря 1960 года 89 голосами «за», без голосов «против» и 9 воздержавшимися -почти все из стран-колонизаторов- была принята Резолюция 1514 (XV) «Декларация о предоставлении независимости колониальным странам и народам». Этот документ открыл дверь к двусторонним переговорам между Аргентиной и Соединённым Королевством. В четырёх пунктах (2, 4, 6 и 7) текст ссылался на суть проблемы: уважение самоопределения, национального единства и территориальной целостности. В следующем году это было подтверждено Резолюцией 1654 (XVI), которая создала то, что после Резолюции 1810 стало называться «Специальным комитетом двадцати четырёх», которому было поручено контролировать процесс деколонизации. В частности, вопрос о Мальвинских островах входил в компетенцию Подкомитета III.
В начале сессии в сентябре 1964 г. делегациям обеих стран было разрешено участвовать в дебатах, хотя и без права голоса. Аргентинскую диссертацию представил юридический советник Министерства иностранных дел Хосе Мария Руда, а британскую — Сесил Кинг. Обмен аргументами был жарким, и большинство членов склонились к позиции Аргентины. Подкомитет III подготовил доклад, содержащий выводы дебатов, которые по пунктам противоречили аргументам Соединённого Королевства.
Подкомитет III единогласно принял доклад и передал его в Специальный комитет двадцати четырёх. Там был повторён аргумент предыдущего этапа. Соединённое Королевство попыталось вынести этот вопрос на двусторонний уровень, чтобы предотвратить дальнейшее обсуждение этого вопроса в Организации Объединённых Наций. В очередной раз аргентинская дипломатия одержала победу, и члены органа также единогласно приняли выводы полученного доклада. Сирия выдвинула дополнительное предложение о том, чтобы слово «Malvinas» появлялось рядом со словами «Falkland Islands» во всех официальных документах органа, которое было принято 19 голосами «за», Соединённое Королевство выступило против и двое воздержались. Затем новый доклад был передан на обсуждение в Четвёртый комитет по колониальным вопросам Генеральной Ассамблеи, где его планировалось рассмотреть в следующем году.
После принятия проекта резолюции 87 голосами «за» при 13 воздержавшихся 16 декабря 1965 года Генеральная Ассамблея приняла Резолюцию 2065 (XX) на основе доклада Четвёртого комитета 94 голосами «за», без голосов «против» и 14 воздержавшихся. В тексте официально предлагалось обоим правительствам провести переговоры по суверенитету в соответствии с вышеупомянутыми пунктами доклада Подкомитета III. В нём по сути устанавливается, что Мальвинские острова не могут быть деколонизированы на основе принципа самоопределения, и содержится просьба к обеим сторонам отчитываться перед Специальным комитетом двадцати четырёх и Генеральной Ассамблеей о ходе переговоров.
После принятия Резолюции 2065 Соединённое Королевство попыталось включить прямую ссылку на право на самоопределение в то, что впоследствии стало Резолюцией 40/21 от 27 ноября 1985 года, Генеральная Ассамблея Организации Объединённых Наций полностью её отвергла. Причина проста: в отличие от обычных случаев колониализма, то есть подчинения целого народа европейской державой, вопрос о Мальвинских островах подразумевает вытеснение молодого независимого государства с части его территории и населения самой могущественной колониальной державой того времени.

## Голосование
Результат голосования был следующим:
За: Бразилия, Болгария, Бирма, Бурунди, Белорусская Советская Социалистическая Республика, Камерун, Центральноафриканская Республика, Цейлон, Чили, Китай, Колумбия, Конго (Браззавиль), Конго (Демократическая Республика), Коста-Рика, Куба, Чехословакия, Дагомея, Доминиканская Республика, Сальвадор, Эфиопия, Габон, Гана, Греция, Гватемала, Гвинея, Гаити, Гондурас, Венгрия, Индия, Иран, Ирак, Ирландия, Израиль, Италия, Берег Слоновой Кости, Ямайка, Япония, Иордания, Кения, Кувейт, Ливан, Либерия, Ливия, Люксембург, Мадагаскар, Малави, Малайзия, Мальдивские острова, Мали, Мавритания, Мексика, Монголия, Марокко, Непал, Никарагуа, Нигер, Нигерия, Пакистан, Панама, Парагвай, Перу, Филиппины, Польша, Румыния, Руанда, Саудовская Аравия, Сенегал, Сьерра Леоне, Сомали, Испания, Судан, Сирия, Таиланд, Того, Тринидад и Тобаго, Тунис, Турция, Уганда, Украинская Советская Социалистическая Республика, Союз Советских Социалистических Республик, Объединённая Арабская Республика, Объединённая Республика Танзания, Верхняя Вольта, Уругвай, Венесуэла, Йемен, Югославия, Замбия, Афганистан, Алжир, Аргентина, Австрия, Бельгия, Боливия.
В общей сложности 87 % членов Организации Объединённых Наций проголосовали «за».
Против: Нет.
Воздержались: Канада, Дания, Финляндия, Франция, Исландия, Нидерланды, Новая Зеландия, Норвегия, Португалия, Южная Африка, Швеция, Соединённое Королевство, США и Австралия.
Отсутствовали: Девять стран.

## Резолюция 2065 (XX)
В Резолюции 2065 (XX) конкретно устанавливается, что, во-первых, существует спор о суверенитете над Мальвинскими островами; во-вторых, в указанный спор вовлечены исключительно две стороны: правительства Аргентинской Республики и Соединённого Королевства; в-третьих, его разрешение должно быть результатом переговоров между обоими правительствами, что является единственным способом положить конец этой колониальной ситуации; и в-четвёртых, обе стороны в поиске решения должны учитывать интересы жителей Мальвинских островов, что исключает применение принципа самоопределения. Следует напомнить, что в 1985 году Генеральная Ассамблея заняла четкую позицию по этому вопросу, когда отклонила две британские поправки, направленные на включение этого принципа в соответствующий проект резолюции.
Резолюция 2065 (ХХ) Генеральной Ассамблеи исключает применение принципа самоопределения к Мальвинским островам, поскольку в случае признания наличия спора о суверенитете возникает коллизия между пунктом 2 и пунктом 6 Резолюции 1514 (XV), так как допустить самоопределение островитян означало бы нарушение территориальной целостности Аргентинской Республики. Кроме того, благодаря ссылке на «интересы» населения, а не на их «желания», в Резолюции 2065 (ХХ) подтверждается тот факт, что право на самоопределение неприменимо к Мальвинским островам, населенным выходцами из Соединённого Королевства, которые были переселены на острова для создания колонии и никогда не были подвластны колониальной державе или покорены ею, как об этом говорится в Резолюции 1514 (XV). Соединённое Королевство нарушило территориальную целостность Аргентинской Республики, оккупировав силой часть её территории и переместив затем на острова своё собственное население. Право на самоопределение осуществляется применительно к не принадлежащим к колониальной державе народам, объекту иностранного угнетения, господства и эксплуатации. Право на самоопределение не может быть предоставлено населению, которое не является законным владельцем территории. Поскольку островитяне были целенаправленно переселены колониальной державой в угоду своим интересам, они не являются третьей стороной в данном споре. Это население берёт своё происхождение от оккупации Мальвинских островов колониальной державой в 1833 году, когда были изгнаны законные органы власти и аргентинские первопоселенцы, на место которых прибыли британские подданные, за чем последовала дискриминационная миграционная политика, препятствовавшая возвращению аргентинских первопоселенцев и последующему расселению аргентинских граждан. По этой причине островитяне не являются народом в юридическом смысле. Соответственно, вопрос о Мальвинских островах является вопросом о колонизации территории, а не о колонизации населения.
В пункте 6 Резолюции 1514 (XV) говорится, что всякая попытка, направленная на то, чтобы частично или полностью разрушить национальное единство и территориальную целостность страны –в данном случае Республики Аргентины– несовместима с целями и принципами Устава Организации Объединённых Наций. В вопросе о Мальвинских островах, где речь идёт о нарушении в результате империалистической акции в XIX веке суверенитета и территориальной целостности одной из независимых республик — Аргентины, признанной самом Соединённым Королевством. В вопросе о Мальвинских островах принцип территориальной целостности превалирует над принципом самоопределения.
В итоге:
- Было признано существование спора о суверенитете островов между Аргентиной и Соединённым Королевством.
- Резолюция 1514 применима к территории (а не к населению) Мальвинских островов.
- Право на самоопределение неприменимо к населению Мальвинских островов.
- Специальному комитету было рекомендовано пригласить обе стороны к переговорам, которые учитывали бы интересы (а не желания) жителей островов.